# Aerosteon riocoloradensis
Aerosteon riocoloradensis és una espècie de dinosaure teròpode tetanur que va viure al Cretaci superior en el que avui en dia és Argentina. Les seves restes fòssils es van descobrir l'any 1996 a la província de Mendoza. Presentava proves d'un sistema respiratori similar al dels ocells.